# 헤로도토스
할리카르나소스의 헤로도토스(고대 그리스어: Ἡρόδοτος ὁ Ἁλικαρνασσεύς 헤로도토스 호 할리카르나세우스[*], 현대 그리스어: Ηρόδοτος ο Αλικαρνασσεύς 이로도토스 오 알리카르나세프스 라틴어: Hērŏdŏtus Hălĭcarnassensis 헤로도투스 할리카르넨시스[*], 대략 기원전 484년경~기원전 425년경)는 고대 그리스의 역사가이다. 서양 문화에서 그는 "역사학의 아버지"로 여겨진다. 그는 체계 있게 사료를 수집하고 어느 정도 사료의 정확성을 검증하였으며 잘 짜여지면서도 생생한 줄거리에 따라 사료를 배치한 최초의 역사가로 알려져 있다. 그는 자신의 저작 《역사》를 통해서 알려져 있다. 이 책은 기원전 490년에서 480~479년까지 이어진 그리스-페르시아 전쟁의 기원에 대한 자신의 '탐구'(ἱστορίαι, 이 낱말은 라틴어 historia로 차용되어 오늘날 여러 유럽어에서 '역사'를 뜻하는 말이 되었다)를 기록한 것으로, 특히 다른 문헌이 거의 없는 이 시기의 이야기 자료를 기록하였으며 그 밖에 자신이 지중해와 흑해 주변의 여러 지역을 널리 여행하면서 접한 여러 장소와 사람들에 대한 긴 여담을 많이 썼다. 그의 말에 의하면 본인의 기록은 완전히 정확하지 않다고 하며 그는 자신이 여행하면서 들은 것만 기록했다고 한다.

## 생애
헤로도토스의 생애에 관해서는 페르시아 전쟁을 기록한 그의 《역사》에 간간히 언급된 기록 이외에는 거의 알려져 있지 않다.
그의 고향은 도리아 인에 의해 건설된 소아시아 지방의 할리카르나소스(Halicarnassus, 현재 튀르키예의 남서쪽 해안 도시인 보드룸)이며 그의 선조는 아마 카리아 지방(현재 터키의 남서쪽 내륙 지방)에서 이주한 것으로 보인다. 가까운 친척인 서사 시인 파니아시스가 참주(僭主) 리그다미스 2세에게 피살되자 그의 일족은 사모스섬으로 망명하였다. 나중에 귀국하였지만, 할리카르나소스에 가지 않고 BC 445년경에는 아테네로 가서 살았다. 당시의 아테네는 전성기였는데, 거기서 페리클레스(Pericles)·소포클레스(Sophocles) 등과 친교를 맺었다. 그는 여러 연회에서 이야기꾼의 역할을 하였으며, 청중에게 주로 아테네의 여러 명문 가문 이야기, 전쟁 이야기, 그 밖의 역사적 사건들, 미지의 땅에 대한 경이로움을 들려주었다. 특히 시 낭독이 크게 인기를 얻어 아테네로부터 돈 10 탈렌트를 받았다고도 전해진다. 그 뒤 아테네가 BC 444년(또는 BC 443년)에 건설한 남이탈리아의 식민지 투리오이로 가서 그곳 시민이 되었으며, 거기에서 여생을 마친 것 같다.
그는 할리카르나소스의 지배 가문을 축출하려는 시도에 연루되어 할리카르나소스에서 추방되어 사모스 섬으로 이주하였다. 약 30세를 전후로 헤로도토스는 이집트, 메소포타미아, 페니키아 그리고 스키타이 지역(현재 우크라이나 지방)을 두루 여행한 것으로 추측되며, 이 여행을 통해 수집한 많은 자료가 페르시아 전쟁을 주제로 한 그의 《역사》에 들여지게 된다. 특히 제2권에서 보게되는 고대 이집트 문명에 관한 기록은 현존하는 가장 오래된 기록으로서 이집트학 연구에 많은 도움을 주고 있다.
헤로도토스의 사망 연대는 알려져 있지 않지만, 《역사》(6.91)에서 펠로폰네소스 전쟁의 동기와 초기 상황에 관한 암시를 한 것을 미루어 볼 때, 기원전 420년대에 헤로도토스는 아직 생존하였던 것으로 여겨진다.

## 역사기술
할리카르나소스 태생 헤로도토스는 인류의 업적이 후세에 잊혀지지 않도록 그리고 그리스인 및 그 밖의 민족들의 훌륭한 발자취가 길이 남겨지도록 하기 위하여 여기에 자신의 탐구 기록을 펴낸다. 특히 여기서 무슨 이유로 이들이 서로 전쟁을 하게 되었는지 들어 깨닫게 될 것이다.— 역사 1.1

헤로도토스가 기원전 440년경에 쓴 《역사》는 서양 최초의 역사책으로 여겨진다. 전 9권으로 이루어져 있으며, 아시아와 유럽 사이의 항쟁 유래로부터 페르시아 전쟁의 종결에 이르기까지 저술되어 있는데, 제 9권은 미완성이다. 키케로는 헤로도토스를 ‘역사의 아버지’라 불렀다. 좁게는 그리스 도시 국가들과 페르시아 제국 사이의 전쟁을 다루었지만 헤로도토스가 여행한 여러 지역의 문화, 풍습, 역사도 폭넓게 다루었다. 여행지에서 만난 자들의 여러 증언을 토대로 하였는데 확인할 수 없는 증언은 적으면서 사실인지에 대한 자신의 의견도 썼다. 그러나 그의 역사 기술이 사실과 다르고 내용에 편향적인 시각이 들어있다는 비판도 만만치 않았다. 일례로 2세기의 작가 루키아노스는 풍자적인 요소가 강한 그의 작품 《실화》에서 헤로도토스를 거짓말쟁이로 비난하고 있다. 근대의 학자들 여러 명은 헤로도토스가 자신의 여행한 범위를 과장했고 정보 출처를 지어냈다고 주장하였다.
그러나 새로운 고고학적, 문헌학적 발견으로 잘못이라 생각되었던 헤로도토스의 기술이 사실이었다는 것이 여러 차례 드러나면서 《역사》의 정확성에 대한 신뢰는 20세기 중반 이후 더 높아졌다. 이제 헤로도토스는 역사뿐만이 아니라 민족지, 인류학의 아버지로도 평가된다.
헤로도토스가 전하는 내용에는 나일강이 매년 범람하는 것이 남쪽 멀리 눈이 녹아서라는 증언이 있는데 헤로도토스는 어떻게 세상에서 가장 더운 곳에 눈이 있을 수 있는지 이해하지 못한다고 적고 있다. 또 이집트에서 만난 페니키아 뱃사람들은 아프리카를 돌아 항해하면서 서쪽으로 항해할 때 태양이 오른쪽에 떠있는 것을 보았다고 증언했다고 적고 있다. 이렇게 헤로도토스는 자신이 믿지 않은 증언들도 전달하면서 당시 지리학에 관한 정보를 우리에게 남겨주고 있다. 이와 같이 들은 그대로의 기술이 이루어졌고, 이 기술을 제외한 여행의 범위는 북으로 오늘날의 우크라이나 지방인 스키타이, 동으로는 유프라테스강 유역을 거쳐 바빌론까지, 남으로는 오늘날의 이집트 아스완(Aswan) 지방인 엘레판티네(Elephantine), 서로는 이탈리아와 시칠리아, 그리고 아프리카의 키레네 산맥까지였던 것으로 추정된다.
과거의 위업을 후세의 기억 속에 남긴다는 지극히 서사시적 발상하에 지리, 풍속, 역사, 삽화, 종교 등 너무나도 다양한 사항이 수록되어 있어 이것이 때때로 주제에서 이탈함으로써 보기에 따라 전체의 통일성이 결여된 듯하다. 그러나 이러한 다양한 사항을 동서간의 항쟁이라는 일관된 역사적 전체 속에 집어넣고 페르시아 전쟁도 그 한 부분으로서 파악한 데에 《역사》의 구성상 통일이 있고 그의 역사적 달관이 담겨 있다. 《역사》의 문체가 지니는 매력은 다양성과 유연성에 있다. 직설적인 묘사와 과학적 산문이라고 할 건조한 문체, 그리고 극적인 긴장감을 주는 표현 등 변화가 풍부하다. 또한 줄거리의 교묘함, 서사시적 웅대함, 줄거움을 주면서 가르치는 수완, 낭독하는 것을 목적으로 한 점 등이 헤로도토스가 '산문의 호메로스'로 불리는 이유이다.

## 읽어보기
- 원전
  - Historiae, K. Hude (편집), 2권, 1927 Oxford.
  - Herodotus, The Persian Wars, A. D. Godley (번역, 그리스어-영어), 4권, LOEB Classical Library, 1920-1924 Cambridge (Mass.).

## 같이 보기
- 마수디
- 역사학